# Užička republika
Užička republika je naziv za veliki slobodni teritorij, nastao za vrijeme Drugog svjetskog rata 1941. godine u zapadnoj Srbiji u ustanku jugoslavenskih partizana i četnika, nakon raspada Kraljevine Jugoslavije i posljedične uspostave marionetske Nedićeve Srbije u rujnu 1941. godine. Vlast partizana predvođenih Komunističkom partijom Jugoslavije trajala je od 24. rujna do 29. studenog 1941. godine: početkom studenog došlo je do sukoba između (prokomunističkih) partizana i (monarhističkih) četnika u kojima su partizani na stanovito vrijeme nadvladali.
O Užičkoj republici je 1974. godine snimljen i istoimeni film.

### Vlast i snage na oslobođenom teritoriju
Naziv "Užička republika" je bio kolokvijalne prirode, te ga ni sami komunisti nisu koristili u nikakvim dokumentima: u tadašnjoj Srbiji vjernost monarhiji Karađorđevića još nije bila ozbiljno dovedena u pitanje. 
Njemačke snage - koje su u Srbiji bile svedene na mali broj zbog potreba izvođenja napada na Sovjetski Savez - su napustile Užice bez većih borbi, ostavivši iza sebe netaknutu tvornicu oružja.
U gradiću Užicu je smješten Centralni komitet KPJ, te Vrhovni štab NOVJ - obje ustanove pod vodstvom Josipa Broza Tita; izlazio je također i komunistički list "Borba". 17. studenog 1941. godine uspostavljen je Glavni narodnooslobodilački odbor za Srbiju - tijelo koje je trebalo povezivati mrežu Narodnooslobodilačkih odbora koje su partizani uspostavljali po mjestima koje su kontrolirali, kao tijela civilne vlasti.
Kontrolu nad teritorijem oko Užica partizani su ostvarivali u napetoj suradnji s četnicima, čiji se glavni štab kojemu je na čelu bio Draža Mihailović nalazio u 25 kilometara udaljenom gradiću Požega.

### Sukob s četnicima početkom studenog 1941.
U tvornici oružja u Užicu proizvedeno je 21.000 pušaka, 2,7 milijuna metaka i 30.000 ručnih bombi koje su podijeljene ustanicima pod kontrolom partizana (njih je bilo oko 25.000, dijelom u seoskim stražama koje često i nisu znale jesu li odane Titu ili Mihajloviću, a nešto u partizanskim postrojbama koje su doista bile spremne za borbu), osim oko 1.200 pušaka i nešto municije koje su dostavljene četnicima (prema sporazumu J. B. Tita i Draže Mihailovića sklopljenom u selu Brajićima 27. listopada 1941.). 
U biti, jedina veza "Užičke republike" s državnošću bila je organizirana vlast na privremeno oslobođenom području. Užička republika nije imala stalne granice, već su se one mijenjale gotovo svakodnevno sa svakim pokretom partizana i četnika na jednoj i okupatora na drugoj strani, a otprilike su zauzimale područje od rijeka Drine na zapadu Zapadne Morave na istoku i od rijeke Skrapeža na sjeveru do Uvca na jugu. 
2. i 3. studenog 1941. godine četnici su napali Užice u pokušaju da preuzmu kontrolu nad tim gradom: u tome nisu uspjeli, a u partizanskom protunapadu je 3. studenog 1941. godine četnicima oduzeta Požega. Međutim je u borbama kod Kosjerića 7. i 8. studenog odred od oko 1.500 četnika pod zapovjedništvom kapetana Dragoslava Račića nanio ozbiljan poraz partizanima; barem 120 partizana se pritom predalo četnicima, koji su ih u grupi od ukupno 365 zarobljenih partizana predali Wehrmachtu 13. studenog 1941. godine u selu Slovac kod Lajkovca; iz te grupe, njih 263 su Nijeci strijeljali u Valjevu 27. studenog 1941. Četnici Draže Mihailovića, koji su sada otvoreni neprijatelji partizanima, uspijevaju ostvariti kontrolu nad znatnim dijelom oslobođenog područja na zapadu i jugu Srbije.
Za vrijeme ovih sukoba, Nijemci su pazili svoje vojne snage, a za svoje gubitke su vršili vrlo teške represalije: prema zapovijedi feldmaršala Keitela od 16. rujna 1941. god. trebalo je za svakog ubijenog njemačkog vojnika u Srbiji (i drugdje u Istočnoj Europi) pobiti 100 talaca, a za svakog ranjenog njih 50. Nakon što je u partizansko - četničkom napadu na Kraljevo poginulo 10 njemačkih vojnika, pogubili su Nijemci 20. rujna 1941. godine čak 1.700 srpskih civila. Od 21. do 23. rujna je u Kragujevcu pogubljeno oko 2.300 civila, kao odmazdu za gubitke koje su Nijemci imali proteklih dana u tom dijelu Srbije.

### "Prva neprijateljska ofenziva" krajem studenog 1941.: gubitak Užica
Nakon 67 dana vlasti NOVJ u Užicu (od 24. rujna do 29. studenoga 1941.), snage njemačkog Wehrmachta - koji je radi slamanja ustanka u Srbiji angažirao oko 80.000 vojnika - uz stanovitu potporu četnika su partizane u ofenzivi na Užice potisnuli na jug prema Sandžaku. Ujedno su partizani posve potisnuti sa širokog ruralnog područja na zapadu Srbije kojega su do tada držali pod kontrolom. Ta je vojna akcija u desetljećima komunističke Jugoslavije bila nazivana "Prva neprijateljska ofenziva", danas neki autori koriste Wehrmachtov naziv "Operacija Užice". 
Smatra se da su partizani u tom vojnom sučeljavali imali preko 4 tisuće mrtvih, te znatno veći broj ranjenih - gubici kakvi vojne postrojbe od dvadesetak tisuća ljudi u principu čine nesposobnima za daljnju borbu. Njemačke su snage su pretrpjele tek manje gubitke. 
Nakon teškog poraza na jugozapadu Srbije, snage NOVJ su se donekle konsolidirale na području Sandžaka, gdje su 2. prosinca 1941. godine zauzele gradić Novu Varoš i uspostavili manji slobodni teritorij na Zlatiboru.

### "Operacija Mihailović" u prosincu 1941.
Od 4. do 9. prosinca 1941. godine Nijemci su proveli "Operaciju Mihailović" s deklariranim ciljem da uhvate Dražu Mihailovića i razoružaju njegove četnike. U operaciji su skoro sve četničke postrojbe uspjele umaknuti izbjegavajući borbu, a nije uhvaćen ni Draža Mihailović. U manjim borbama izginulo je 12 četnika, a zaplijenjeno im je 317 pušaka i nešto druge opreme. Međutim su četnici izbačeni iz svih većih mjesta i udaljeni od važnijih prometnih pravaca.
U narednom tijeku rata su četnici Draže Mihailovića u Srbiji - nakon što su četnici Koste Pećanca još od 18. kolovoza 1941. godine bili sklopili sporazum s Nijemcima -  "legalizirani" kao pomoćne trupe okupatora u ruralnoj Srbiji, koje su narednih godina često i primali plaće putem žandarmerije Nedićeve Srbije, a osobe koje bi po selima uhitili zbog suradnje s komunistima su nerijetko predavali Nijemcima i nedićevcima (koji su ih opet, uglavnom strijeljali), ako ih sami četnici ne bi na svoju ruku pogubili. Povremeno su se četnici iz Srbije uključivali u operacije u BiH i Crnoj Gori (Zlatiborski četnički odred čak u Hrvatskoj, na plaći i opskrbi kod Talijana). Nijemci i Bugari prema vojnim snagama koje su se klele u vjernost kralju Petru II. Karađorđeviću i izbjegličkoj vladi u Londonu (i iščekivali dolazak Britanaca) ipak nisu vjerovali, te su povremeno razoružavali i zatvarali, povremeno čak i strijeljali (osobito početkom 1942.godine) četnike - koji su se međutim vrlo trudili izbjegavati sukobe s okupatorom.

### Slom partizana na Zlatiboru u veljači 1942.
Krajem prosinca i tijekom siječnja pokušali su se partizani vratiti u Srbiju iz koje su Nijemci opet povukli većinu svojih snaga. U tome su ih spriječile snage četnika (snage pod kontrolom Koste Pećanca i Draže Mihailovića se ni tada ni poslije nisu mnogo razdvajale) i Nedićeve vojske. 
Pravilno ocijenivši slabost partizana koji tijekom zime nisu uspjeli osigurati dobru opskrbu i koji su pretrpjeli seriju neuspjeha u nastojanju da se vrate prema Srbiji, koordinirane snage nedićevaca, četnika i muslimana iz Sandžaka su u razdoblju 5. – 9. veljače 1942. godine čak i bez potpore Nijemaca i Talijana izvršile koncentrični napad na snage NOVJ. Partizani su bili razbijeni, te su tek stanovitim dijelom organizirano prešli u Bosnu. Manji dio partizana iz tih postrojbi uključen je u sastav Prve proleterske brigade i Druge proleterske brigade NOVJ, koje su djelovale na području BiH; ostali su se demoralizirani vratili kućama. U Srbiji se partizanski pokret počinje obnavljati tek 1943. godine.